# Santiago Bernabéu

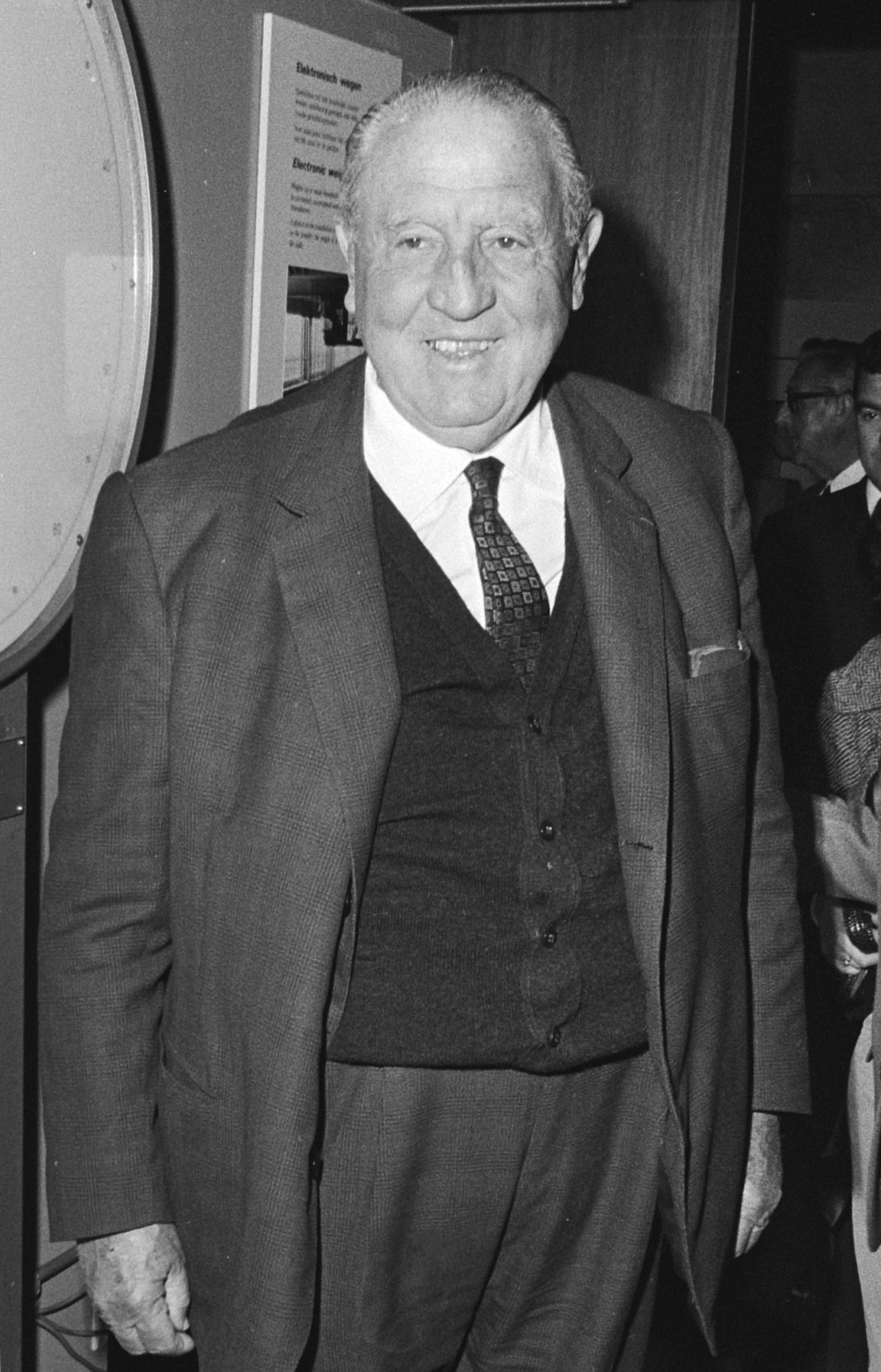
Santiago Bernabéu nel 1971

Santiago Bernabéu de Yeste (Almansa, 8 giugno 1895 – Madrid, 2 giugno 1978) è stato un calciatore, allenatore di calcio e dirigente sportivo spagnolo, presidente del Real Madrid dal 1943 al 1978.

## Biografia
Nacque ad Almansa nella provincia di Albacete (nella comunità di Castiglia-La Mancia), settimo figlio di José Bernabéu Ibáñez (1865-1915), avvocato nativo di Ontinyent e amministratore delle proprietà del marchese di Villafuerte e della contessa di Montealegre, e di donna Antonia de Yeste Núñez (1861-1911), di origine cubana. La sua famiglia si trasferì a Madrid quando lui era molto giovane. Suo fratello maggiore, Antonio, fu tra i fondatori del Bologna.
Dall'età di 13 anni cominciò a giocare nella squadra juniores del Real Madrid; passato nella prima squadra giocò come attaccante e fu capitano per molti anni prima di ritirarsi come giocatore nel 1927. Rimase nel club fino allo scoppio della guerra civile spagnola, ricoprendo diversi incarichi gestionali e tecnici compreso quello di allenatore. Nel 1939, alla fine della guerra in cui aveva combattuto con le forze nazionaliste di Franco, ritornò al Real Madrid. La vecchia amministrazione si era dispersa e, per di più, il club leader era l'Atlético Madrid (ribattezzato Athletic Aviación). Bernabeu passò molti mesi a cercare di contattare i vecchi giocatori, dirigenti e soci del club.
Il 15 settembre 1943, dopo le violenze dei tifosi a seguito di una vittoria del Real Madrid sul Barcelona, il governo impose una soluzione salomonica costringendo i presidenti di entrambi i club a dimettersi e Bernabéu venne eletto presidente del Real Madrid, carica che ricoprirà per 35 anni fino alla sua morte. Bernabéu ristrutturò il club a tutti i livelli, dando ad ogni sezione e livello del club un team tecnico indipendente e reclutando persone ambiziose e visionarie come Raimundo Saporta.
È stato il promotore della costruzione del nuovo stadio a Chamartín, terminato nel 1947, ribattezzato Stadio Santiago Bernabéu in suo onore il 4 gennaio 1955, all'epoca il più grande stadio d'Europa. In quegli anni venne realizzata anche la Ciudad Deportiva, pensata affinché i giocatori potessero allenarsi senza logorare il manto dello stadio. Infine, intraprese la strategia ambiziosa di acquistare giocatori di classe mondiale provenienti dall'estero, quali l'argentino Alfredo di Stéfano e l'ungherese Ferenc Puskás, costruendo la prima vera squadra multinazionale al mondo.
È morto nel 1978, sei giorni prima di compiere 83 anni, mentre si stava disputando il campionato mondiale in Argentina. In suo onore la FIFA decretò tre giorni di lutto durante il torneo e un minuto di silenzio. È sepolto nel cimitero di Almansa. Nei suoi 35 anni di presidenza, il Real Madrid ha vinto 32 trofei: 16 campionati nazionali, 6 Coppe del Re, 1 Coppa Eva Duarte, 6 Coppe dei Campioni, 2 Coppe Latine e una Coppa Intercontinentale. Il record di 32 trofei vinti durante la sua presidenza è stato successivamente eguagliato e superato solo da Florentino Pérez, suo successore alla presidenza del Real Madrid, nel 2024. Anche nella pallacanestro, sotto la sua presidenza il Real Madrid ha vinto fra l'altro 19 campionati spagnoli, 18 coppe nazionali, 6 coppe europee e 2 coppe intercontinentali.

## La Coppa dei Campioni
Nel 1955, prendendo spunto dall'idea proposta dal giornalista de L'Équipe Gabriel Hanot e basandosi sulla Coppa Latina (all'epoca il più importante torneo europeo in cui si affrontavano i club campioni nazionali di Francia, Spagna, Portogallo e Italia), Bernabéu si incontrò all'Hotel Ambassador di Parigi con Ernest Bedrignan e Gusztáv Sebes: l'incontro fu la base per creare una sorta di torneo informale fra squadre designate, che si sviluppò nel tempo nella Coppa dei Campioni, attuale UEFA Champions League.
Fu anche promotore della nascita della Coppa Intercontinentale nel 1960.

## Palmarès

### Giocatore

#### Competizioni nazionali
- Coppa di Spagna: 1

Real Madrid: 1917

#### Individuale
- Capocannoniere della Coppa del Re: 3

1916 (6 gol), 1917 (8 gol), 1918 (4 gol)

## Riconoscimenti
- Gran croce al merito civile
- Legion d'onore
- FIFA Order of Merit (2002) alla memoria.